# Fallfilmverdampfer

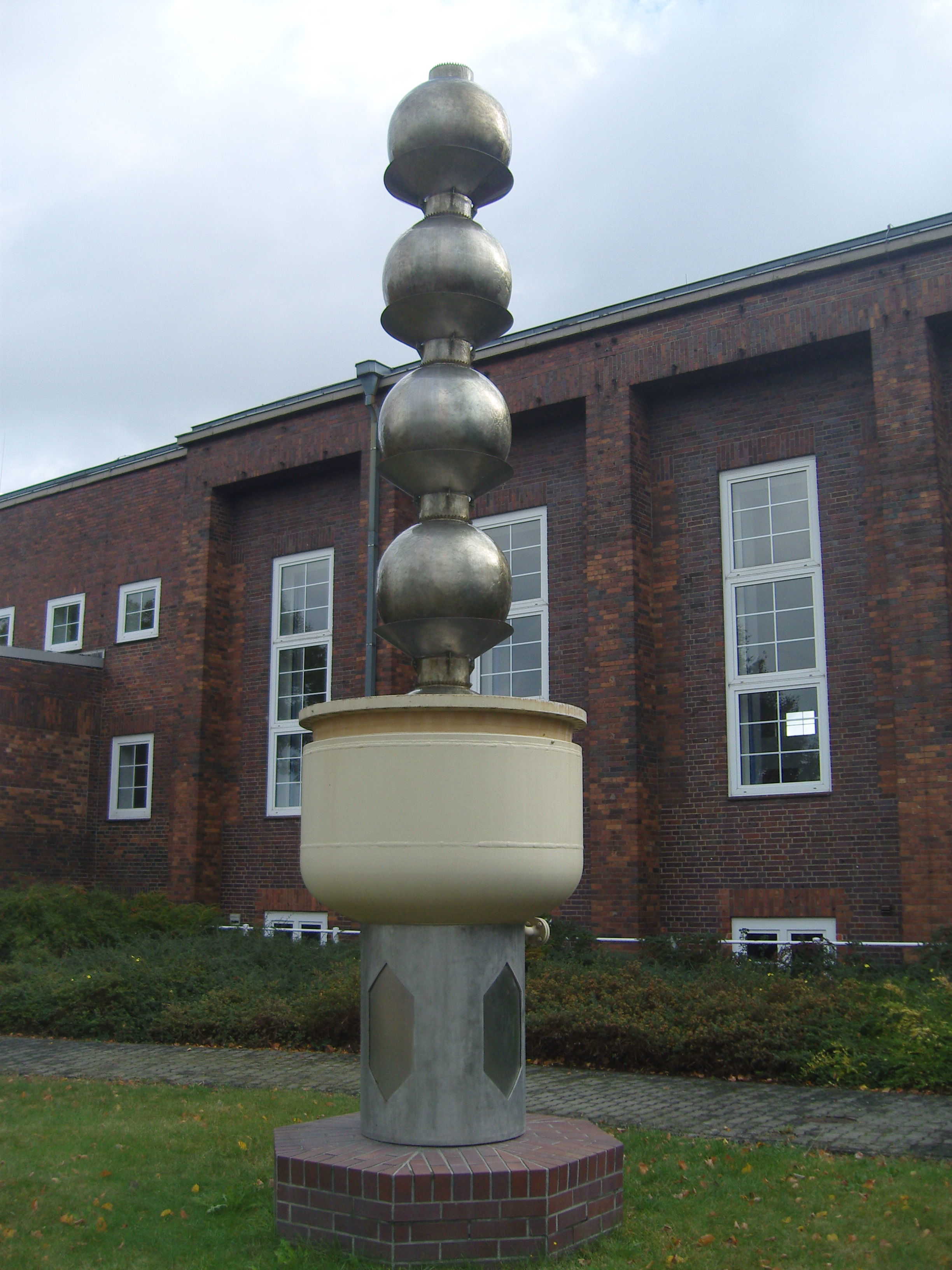
Ehemaliger Fallfilmverdampfer des Synthesewerks Schwarzheide, der bei der Abspaltung eines Lösungsmittels vom Endprodukt MDI genutzt wurde

Bei Fallfilmverdampfern handelt es sich um industrielle Wärmetauscher, die zur Konzentration eines flüssigen, temperaturempfindlichen Produkts eingesetzt werden. Sie kommen weitläufig in der chemischen Industrie, der Lebensmittelindustrie sowie im Papier-verarbeitenden Gewerbe und in der Meerwasserentsalzung zum Einsatz.

## Funktionsweise
Die Verdampfung findet aus einem sehr dünnen, zusammenhängenden Flüssigkeitsfilm innerhalb eines senkrechten Rohres statt. Die Verdampfung erfolgt aus einem dünnen, gut durchmischten Film, der sich schnell erwärmt. Daher ist die Verdampfung schon bei kleinen Temperaturdifferenzen zwischen der beheizten Verdampferoberfläche und dem überströmenden Medium möglich. Typischerweise beträgt die Temperaturdifferenz zwischen Heizmedium und zu verdampfender Flüssigkeit 3 °C bis 8 °C. Dies ist deutlich weniger als bei anderen Verdampfertypen wie dem Naturumlaufverdampfer und dem Robertverdampfer, bei denen die treibende mittlere Temperaturdifferenz typischerweise zwischen 15 °C und 30 °C liegt.
Die Verdampfung kann bei sehr niedrigen Absolutdrucken erfolgen, wodurch die Verdampfungstemperaturen niedriger sein können. Die Verweilzeit der zu verdampfenden Flüssigkeit im Apparat kann sehr kurz sein. Dieser Verdampfertyp ist daher besonders für die Aufkonzentrierung temperaturempfindlicher Flüssigkeiten geeignet.
Durch die kurze Verweilzeit der Flüssigkeit befindet sich nur eine geringe Flüssigkeitsmenge im Apparat. Im Allgemeinen sind die rohrseitigen Wärmeübergangskoeffizienten hoch. Es liegt nur eine geringe treibende Temperaturdifferenz vor, mit dem Mechanismus der Oberflächenverdampfung. Blasensieden wird im Allgemeinen vermieden. Die treibende Temperaturdifferenz ist gewöhnlich geringer als 3–9 °C. In vielen Anwendungsfällen liegt sie unter 6 °C. Bei der Verdampfung auf der Rohrinnenseite kann der rohrseitige Druckverlust oftmals vernachlässigt werden. Nur in tiefen Vakuumanwendungen ist eine Berücksichtigung notwendig. Durch die Vermeidung vom Blasensieden besteht nur eine geringe Verschmutzungsneigung. Fallfilmverdampfer können bei sehr geringen Absolutdrücken gefahren werden. Die Höhe dieses Druckes wird durch die statische Flüssigkeitssäule des Films vorgegeben.
Der rohrseitige Wärmeübergang von der Rohrwand zum Flüssigkeitsfilm wird maßgeblich durch den Strömungszustand im Film bestimmt. Man unterscheidet laminar, wellig-laminar und turbulent. In technischen Anwendungen ist nur selten der rein laminare Fall anzutreffen. Der Wärmeübergang von der Verdampferoberfläche zu dem Medium wird maßgeblich durch die Filmdicke und den Turbulenzgrad des Filmes bestimmt.
Ausgehend von einer sicheren Berieselung, die gewährleistet, dass alle Rohre mit einem geschlossenen Flüssigkeitsfilm benetzt sind, wird der rohrseitige Wärmeübergang mit Hilfe der Reynolds-Zahl und der Stoffwerte im Flüssigkeitsfilm berechnet. Am gebräuchlichsten sind die Auslegungsgleichungen von Chun & Seban, deren Korrelationen auf Ergebnissen von Wasserversuchen am elektrisch beheizten Rohr basieren.
Für den laminar-welligen Strömungszustand geben sie den folgenden Zusammenhang an:
{\displaystyle {\mathit {Nu}}=0,821{\mathit {Re}}^{-0,22}}
Im turbulenten Fall muss ebenfalls der Einfluss der Stoffeigenschaften (die Prandtl-Zahl Pr) berücksichtigt werden:
{\displaystyle {\mathit {Nu}}=0,0038{\mathit {Re}}^{0,4}{\mathit {Pr}}^{0,65}}
Diese Gleichungen drücken aus, dass im laminar-welligen Fall der Wärmeübergang mit zunehmender Berieselung abnimmt, wenn die Strömung allerdings turbulent wird, nimmt der Wärmeübergang mit zunehmender Berieselung zu.

## Anwendungsbeispiele
Fallfilmverdampfer werden etwa bei der Eindampfung von Fruchtsäften oder Softdrinks genutzt. Hierbei wird der Wasseranteil so weit wie möglich verringert, um Transportkosten einzusparen und den Saft länger haltbar zu machen. Um wertvolle Vitamine im Konzentrat zu erhalten, muss die Verdampfung bei niedrigen Temperaturen durchgeführt werden. Auch bei Flüssigkeiten, welche bei höheren Wandtemperaturen zur Belagbildung neigen, werden Fallfilmverdampfer erfolgreich eingesetzt.

## Fehlfunktion
Ein Filmaufriss ist einer der häufigsten Fehler, da in diesem Fall unbenetzte Verdampferflächen überhitzen und keine gleichmäßige Verdampfung mehr gewährleistet ist. Zudem können temperaturempfindliche Flüssigkeiten an diesen heißeren Flächen Schaden nehmen. Aus diesem Grund muss der Flüssigkeitsverteiler, der die Flüssigkeit in dem Rohr verteilt, besonders sorgfältig ausgelegt werden, sodass eine ausreichende Berieselungsdichte vorliegt. Wird zu viel Flüssigkeit in das Rohr gegeben, so ist der Film sehr dick und die oben beschriebenen Vorteile, wie zum Beispiel die niedrige Temperaturdifferenz zwischen Verdampferoberfläche und Medium, gehen verloren. Wenn hingegen zu wenig Flüssigkeit auf die innere Oberfläche des Rohres gegeben wird, kann es zum erwähnten Filmaufriss kommen.

## Wärmerückgewinnung
Aufgrund der geringen treibenden Temperaturdifferenzen ist es möglich, verschiedene Methoden der Wärmerückgewinnung anzuwenden. Beispielsweise kann man den entstehenden Dampf zur Beheizung einer oder mehrerer weiterer Verdampferstufen benutzen. Man spricht dann von Mehreffektanlagen. Andere angewandte Methoden der Wärmerückgewinnung bei diesem Verdampfertyp sind mechanische und thermische Brüdenkompression sowie Absorptionswärmepumpen. Durch diese Wärmerückgewinnung kann der Verdampfungsprozess energetisch optimiert werden.